# Melanogaster (zweefvliegen)
Melanogaster is een vliegengeslacht uit de familie van de zweefvliegen (Syrphidae).

## Soorten
- M. aerosa (Zomers doflijfje) (Loew, 1843)
- M. curvistylus Vujic & Stuke, 1998
- M. hirtella (Weidedoflijfje) (Loew, 1843)
- M. inornata (Loew, 1854)
- M. jaroslavensis (Stackelberg, 1922)
- M. nigricans (Stackelberg, 1922)
- M. nuda (Kaal doflijfje) (Macquart, 1829)
- M. parumplicata (Loew, 1840)
- M. tumescens (Loew, 1873)